# A・N・R・ロビンソン国際空港
A・N・R・ロビンソン国際空港（A・N・R・ロビンソンこくさいくうこう、英語: A.N.R. Robinson International Airport）は、トリニダード・トバゴのトバゴ島にある空港である。トバゴ島の南西端に位置し、同島の中心都市スカボローから11Km程である。
空港名は同国第3代首相でトバゴ島出身のA・N・R・ロビンソン（全名はアーサー・ナポレオン・レイモンド・ロビンソン）に由来する。2011年5月19日までは所在地を冠したクラウン・ポイント国際空港（Crown Point International Airport）と称していた。

## 就航路線
| 航空会社                         | 就航地                                   |
| -------------------------------- | ---------------------------------------- |
| ブリティッシュ・エアウェイズ     | ブリッジタウン、ロンドン、セントジョンズ |
| カリビアン航空                   | ポートオブスペイン                       |
| Condor                           | フランクフルト [季節運航]                |
| デルタ航空                       | アトランタ [季節運航]                    |
| LIAT                             | ブリッジタウン、セントジョージズ         |
| モナーク航空                     | ロンドン、セントジョージズ               |
| ヴァージン・アトランティック航空 | ロンドン、セントジョージズ               |